# Sunes hemligheter
Sunes hemligheter är den tolfte boken i Suneserien av Anders Jacobsson och Sören Olsson och utkom första gången i juni 1997.

## Bokomslaget
Bokomslaget visar Sune i röd tröja, medan tankar strålar ut ur hjärnan visade som streck.

## Handling
Boken handlar om Sune och hans olika hemligheter, till exempel saker han gjort och vill glömma. Men hemligast är listan över tjejer han pussat. Listan har han gömt i kroppen, i hjärtat och hjärnan, så ingen kommer åt den.
Annat han gör är lura andra, till exempel bjuder på speciella godiskulor, och bakar bullar med sin mamma. Han råkar också slarva bort en lånat biblioteksbok. Han är också ute på cykelutflykt.

### Fotnoter
1. ↑  ”Sunes hemligheter” (på engelska). Worldcat. 14 mars 1997. https://www.worldcat.org/title/sunes-hemligheter/oclc/186100778&referer=brief_results. Läst 29 mars 2015.